# Quebrada Cifuncho
La quebrada Cifuncho es un lecho seco se desarrolla en la Región de Antofagasta.

## Caudal y régimen
La quebrada tiene un régimen arreico.

## Historia
Luis Risopatrón lo describe en su Diccionario Jeográfico de Chile: 218 
Cifuncho (Quebrada de) 25° 40' 70° 20'. De larga estension, su pared N es de pórfidos morados abigarrados, Sin agua, corre hácia el W i desemboca en la bahía del mismo nombre; en su fondo se encuentra la posada de Mantos Blancos, a 11 kilómetros del mar. 128; 156; i 161, I, p. 19; i de Cifunchos en 98, II, p. 388 i 504; 131; i 162, II, p. 172 i 180; i hoya en 99, p. 14.
Entre el 25  y el 27 de marzo, el temporal del norte de Chile de 2015 generó inundaciones y aluviones en las ciudades de Chañaral, Copiapó, Taltal, Diego de Almagro, El Salado, Tierra Amarilla, Alto del Carmen, Vicuña, entre otras. Durante el día 24 de marzo precipitaciones mayores a 50 mm en 24 hrs. se concentraron, principalmente, en la parte media y alta de la quebrada de Taltal. Al día siguiente hubo precipitaciones (entre 10 y 50 mm/24hr) en la parte baja de la cuenca de la quebrada Taltal;